# Рене Зеллвегер
Рене Кетлін Зеллвеґер (англ. Renée Zellweger; нар. 25 квітня 1969, Кейті, Техас) — американська акторка, продюсерка та активістка. Володарка двох премій «Оскар»: «Найкраща акторка другого плану» (за фільм «Холодна гора», 2003) та за найкращу жіночу роль за фільм 2019 року «Джуді». Удостоєна зірки на Голлівудській алеї слави.

## Біографія
Рене Кетлін Зеллвеґер народилася в маленькому містечку Кеті, передмісті Х'юстона, штат Техас, в родині Еміля Еріха Целльвегера (діти використовують англізовану вимову цього німецького прізвища швейцарського іммігранта), який працював інженером-електриком, і Келльфрід Ірен Андреассен, норвежки за походженням і медсестри-доглядальниці за професією. Рене має старшого на 2 роки брата Дрю Зеллвеґера, він працює на адміністративній посаді в сфері маркетингу.
Під час навчання в Коледжі Рене займалася гімнастикою і брала участь у драматичному гуртку. Пізніше вирішила обрати акторську кар'єру. Для цього вона закінчила акторські курси при Університеті Остіна, Техас, а потім вирушила до Голлівуду, де їй не вдалося домогтися успіху, і вона повернулася у рідний штат.
Рене ходила на всі кінопроби, що проходили в Г'юстоні, і врешті дістала другорядні ролі у фільмах «Реальність кусається» з Вайноною Райдер і «Empire Records», а також головну роль в облаяній критикою і фанатами стрічці «Повернення техаської різанини бензопилою», сиквелі знаменитого фільму жахів. На цьому фільмі Зеллвеґер зустрілася з майбутньою суперзіркою Меттью Мак-Конегі, який переконав її переїхати в Лос-Анджелес і добитися там успішної кінокар'єри.
У 2005 році таблоїди всього світу повідомляли про її поспішне весілля і розлучення з кантрі-співаком Кенні Чесні. Шлюб був укладений 9 травня 2005 і анульований 20 грудня того ж року.

## Творчість
Роботою, після якої Зеллвеґер помітили як критика, так і широка публіка, стала роль партнерки героя Тома Круза Дороті Бойд у популярному кінофільмі «Джеррі Маґуайер» (1996). На цю роль вона була обрана режисером фільму Камерон Кроу з десятка інших, набагато популярніших акторок, на кшталт Камерон Діас, Вайнони Райдер і МарісиТомей.
Далі з'явилися кілька ще успішних ролей, зокрема, в мелодрамі «Справжні цінності», де Зеллвеґер зіграла з Меріл Стріп, а також у дуже успішній у критики кримінальній комедії «Сестричка Бетті», де вона втілила офіціантку з Канзасу, що втратила пам'ять. Роль Бетті принесла акторці перемогу в номінації «Найкраща акторка в комедії / мюзиклі» на церемонії вручення премії «Золотий глобус» у 2001 році.

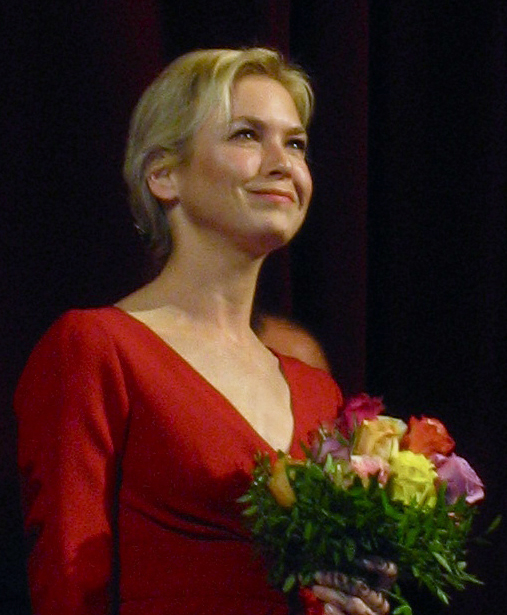
Акторка у 2009 році

2001 рік став для всіх, і насамперед для самої Зеллвеґер, роком Бріджит Джонс: вихід у прокат екранізації книги Гелен Філдінг «Щоденник Бріджит Джонс» і наступний величезний глядацький і критичний успіх фільму ознаменував початок нового етапу в кар'єрі акторки. За роль самотньої англійки Рене Зеллвеґер отримала першу номінацію як найкраща акторка на премію «Оскар» і британську премію БАФТА. Попри те, що в пресі й серед шанувальників задовго до виходу картини почали циркулювати думки, що Зеллвеґер «поховає» екранізацію своєю худорлявістю, вона набрала 10 кілограмів для ролі, а потім їх скинула. Згодом акторка повторила цей ризикований для здоров'я крок для сиквелу фільму «Бріджит Джонс: межі розумного» у 2004 році.
Після успіху Бріджит Джонс Зеллвеґер отримала пропозицію зіграти в екранізації популярного бродвейського мюзиклу «Чикаго». Картина, що вийшла наприкінці 2002 року й отримала шквал схвальних відгуків від критики, а також стала касовим хітом (збори у світі 306 млн доларів при бюджеті в 45 млн) і лауреатом шести премій «Оскар», у тому числі і як найкраща картина, принесла Рене Зеллвеґер другу номінацію на престижну кінопремію. Наступним її проєктом була військова драма Ентоні Мінгелли «Холодна гора».
Фільм став тріумфом Зеллвеґер: картина отримала змішані рецензії від провідних критиків і не найбільший успіх у кінопрокаті, і, попри 7 номінацій на «Оскар», фільму дісталася всього одна статуетка, причому отримала її саме Зеллвеґер як найкраща акторка другого плану. У цілому успіх Зеллвеґер називають і причиною невдачі фільму: своїм яскравим виконанням ролі Рубі вона «вкрала» фільм у суперзіркових Ніколь Кідман і Джуда Лоу.

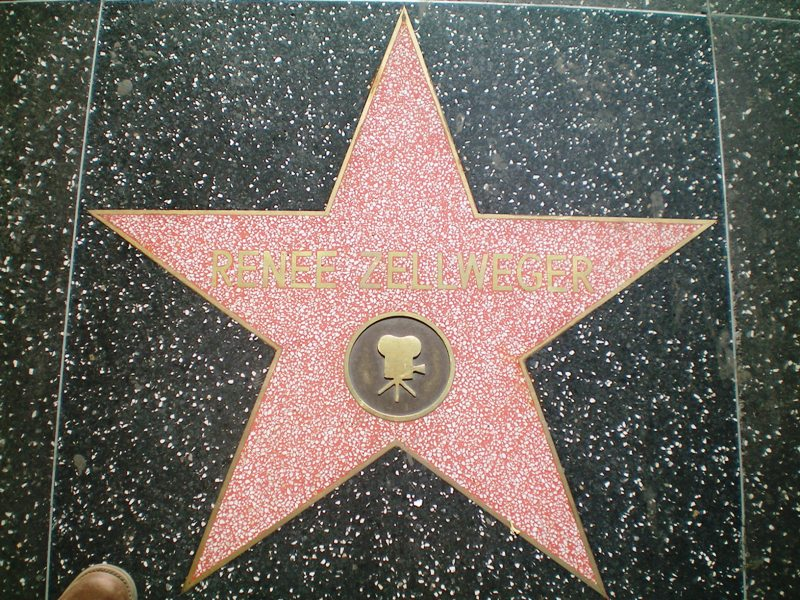
Зірка Рене.

Також у 2004 році акторка озвучила персонажа у мультфільмі кіностудії DreamWorks «Підводна братва». 24 травня 2005 року на Алеї Слави в Голлівуді з'явилася персональна «зірка» Рене Зеллвеґер. Акторка брала участь у створенні біографічної стрічки про американського боксера Джеймса Бреддока «Нокдаун».
У 2006 Зеллвеґер втілила письменницю Беатрікс Поттер у біографічній комедії «Міс Поттер», з Емілі Вотсон та Юеном Мак-Грегором. Вона також була й виконавчою продюсеркою, оскільки хотіла брати більше участі у виробництві. За свою роль вона здобула шосту номінацію на премію «Золотий глобус» (і п'яту в номінації «Найкраща акторка — Мюзиклу чи Комедії»). У 2007 році вона озвучила одного з героїв анімаційної сімейної комедії «Бі Муві: Медова змова». За цю картину вона отримала нагороду.
У 2008 році з Джорджем Клуні зіграла в американській спортивній романтичній комедії — «Кохання поза правилами».
У 2009 році на екрани вийшов трилер «Справа № 39» з нею у головній ролі. Пізніше за участю акторки світ побачили три романтичні комедії — «Замерзла з Маямі», «Мій єдиний» та «Моя любовна пісня».
Після перерви в 4 роки Зеллвеґер знялася 2014 року з Кіану Рівзом в трилері «Тільки правда», який вийшов на екрани лише 2016 року. Того ж 2016 року знялася у третій стрічці франшизи про Бріджит Джонс «Дитина Бріджит Джонс».
У 2019 році знялась у головній ролі у мюзиклі «Джуді», за який отримала премії Гільдії кіноакторів США, «Золотий глобус» та БАФТА і другу премію «Оскар» у своїй кар'єрі. Рене Зеллвеґер стала сьомою акторкою, яка отримала «Оскари» в обох категоріях.

## Активізм
У 2005 році Зеллвеґер брала участь у кампанії профілактики ВІЛ-інфекції у Швейцарському федеральному департаменті охорони здоров'я.
Акторка є меценаткою забезпечення гендерної рівності у GREAT Initiative. У 2011 році з цією благодійною організацією вона відвідала Ліберію. У квітні 2011 року Зеллвеґер співпрацювала з Томмі Гілфіґером задля розробки сумочки, гроші з продажу якої пішли б на збільшення обізнаності людей щодо раку молочної залози.

## Особисте життя
Ще до початку акторської кар'єри Рене зустрічалася з членом спід-метал гурту «Pariah» Сімсом Еліотом. Музикант страждав від депресії й часто вживав алкоголь і наркотики. Зрештою вона закінчила стосунки. Хлопець покінчив життя самогубством.
Зеллвеґер була заручена з актором Джимом Керрі, а також зустрічалася з музикантом Джеком Вайтом (фронтмен гурту «The White Stripes») і актором Бредлі Купером. У 2005 році вона одружилася з музикантом Кенні Чесні, проте через чотири місяці шлюб був анульований.
З 2012 року Зеллвеґер зустрічається з музикантом Дойлем Брамголлі II.

## Фільмографія

### Фільми
| Рік  |    | Українська назва                                 | Оригінальна назва                         | Роль                     |
| ---- | -- | ------------------------------------------------ | ----------------------------------------- | ------------------------ |
| 1993 | ф  | Мій хлопець повернувся                           | My Boyfriend's Back                       | (видалена сцена)         |
| 1993 | ф  | Під кайфом та збентежені                         | Dazed and Confused                        | Несі Вайт                |
| 1994 | ф  | Реальність кусається                             | Reality Bites                             | Теймі                    |
| 1994 | ф  | Вісім секунд                                     | 8 Seconds                                 | Прескотт Бакл Банні      |
| 1994 | ф  | Любов і кольт 45-го калібру                      | Love and a .45                            | Старлін Чейтем           |
| 1995 | ф  | Техаська різанина бензопилою: Наступне покоління | The Return of the Texas Chainsaw Massacre | Дженні                   |
| 1995 | ф  | Магазин «Імперія»                                | Empire Records                            | Джина                    |
| 1995 | ф  | Собаче життя                                     | The Low Life                              | Поет                     |
| 1996 | ф  | Весь широкий світ                                | The Whole Wide World                      | Новалін                  |
| 1996 | ф  | Джеррі Маґуайер                                  | Jerry Maguire                             | Дороті Бойд              |
| 1997 | ф  | Детектор брехні                                  | Deceiver                                  | Елізабет                 |
| 1998 | ф  | Дорожче рубінів                                  | A Price Above Rubies                      | Соня Горовітц            |
| 1998 | ф  | Справжні цінності                                | One True Thing                            | Еллен Гулден             |
| 1999 | ф  | Холостяк                                         | The Bachelor                              | Енн Арден                |
| 2000 | ф  | Я, знову я та Ірен                               | Me, Myself & Irene                        | Ірен Вотерс              |
| 2000 | ф  | Сестричка Бетті                                  | Nurse Betty                               | Бетті                    |
| 2001 | ф  | Щоденник Бріджит Джонс                           | Bridget Jones's Diary                     | Бріджит Джонс            |
| 2002 | ф  | Білий олеандр                                    | White Oleander                            | Клер Річардс             |
| 2002 | ф  | Чикаго                                           | Chicago                                   | Роксі Гарт               |
| 2003 | ф  | До біса любов!                                   | Down with Love                            | Барбара Новак            |
| 2003 | ф  | Холодна гора                                     | Down with Love                            | Рубі Тьюс                |
| 2004 | мф | Підводна братва                                  | Shark Tale                                | Енджі (озвучення)        |
| 2004 | ф  | Бріджит Джонс: Межі розумного                    | Bridget Jones: The Edge of Reason         | Бріджит Джонс            |
| 2005 | ф  | Нокдаун                                          | Cinderella Man                            | Мей Бреддок              |
| 2006 | ф  | Міс Поттер                                       | Miss Potter                               | Беатрікс Поттер          |
| 2007 | мф | Бі Муві: Медова змова                            | Bee Movie                                 | Ванесса Блюм (озвучення) |
| 2008 | ф  | Кохання поза правилами                           | Leatherheads                              | Лексі Літтлтон           |
| 2008 | ф  | Аппалуза                                         | Appaloosa                                 | Еллі Френч               |
| 2009 | ф  | Замерзла з Маямі                                 | New in Town                               | Люсі Гілл                |
| 2009 | мф | Монстри проти чужих                              | Monsters vs. Aliens                       | Кеті (озвучення)         |
| 2009 | ф  | Мій єдиний                                       | My One and Only                           | Енн Деверо               |
| 2009 | ф  | Справа №39                                       | Case 39                                   | Емілі Дженкінс           |
| 2010 | ф  | Моя любовна пісня                                | My Own Love Song                          | Джейн                    |
| 2016 | ф  | Тільки правда                                    | The Whole Truth                           | Лоретта                  |
| 2016 | ф  | Дитина Бріджит Джонс                             | Bridget Jones's Baby                      | Бріджит Джонс            |
| 2017 | ф  | Зовсім інший я                                   | Same Kind of Different as Me              | Дебора Холл              |
| 2018 | ф  | Тут і зараз                                      | Here and Now                              | Тесса                    |
| 2019 | ф  | Джуді                                            | Judy                                      | Джуді Ґарленд            |
| 2025 | ф  | Бріджит Джонс: Закохана у хлопця                 | Bridget Jones: Mad About the Boy          | Бріджит Джонс            |

### Телебачення
| Рік  |    | Українська назва     | Оригінальна назва       | Роль                               |
| ---- | -- | -------------------- | ----------------------- | ---------------------------------- |
| 1992 | тф | Смак убивства        | A Taste for Killing     | Мері Лу                            |
| 1993 | тф | Убивство в провінції | Murder in the Heartland | Барбара фон Буш                    |
| 1994 | тф | Шейк, Реттл і Рок!   | Shake, Rattle and Rock! | Сьюзан Дойл                        |
| 2001 | мс | Король гори          | King of the Hill        | Таммі Дюваль (Епізод: "Ho, Yeah!") |
| 2019 | с  | Що / Якщо            | What/If                 | Енн Монтгомері (10 епізодів)       |
| 2022 | с  | Щось про Пем         | The Thing About Pam     | Пем Хапп (6 епізодів)              |

## Нагороди та номінації
| Нагорода                       | Рік  | Категорія                                 | Робота                        | Результат |
| ------------------------------ | ---- | ----------------------------------------- | ----------------------------- | --------- |
| Оскар                          | 2002 | Найкраща жіноча роль                      | Щоденник Бріджит Джонс        | Номінація |
| Оскар                          | 2003 | Найкраща жіноча роль                      | Чикаго                        | Номінація |
| Оскар                          | 2004 | Найкраща жіноча роль другого плану        | Холодна гора                  | Перемога  |
| Оскар                          | 2020 | Найкраща жіноча роль                      | Джуді                         | Перемога  |
| BAFTA Film Awards              | 2002 | Найкраща жіноча роль                      | Щоденник Бріджит Джонс        | Номінація |
| BAFTA Film Awards              | 2003 | Найкраща жіноча роль                      | Чигако                        | Номінація |
| BAFTA Film Awards              | 2004 | Найкраща жіноча роль другого плану        | Холодна гора                  | Перемога  |
| BAFTA Film Awards              | 2017 | Найкраща жіноча роль                      | Джуді                         | Перемога  |
| Золотий глобус                 | 2001 | Найкраща жіноча роль — комедія або мюзикл | Сестричка Бетті               | Перемога  |
| Золотий глобус                 | 2002 | Найкраща жіноча роль — комедія або мюзикл | Щоденник Бріджит Джонс        | Номінація |
| Золотий глобус                 | 2003 | Найкраща жіноча роль — комедія або мюзикл | Чикаго                        | Перемога  |
| Золотий глобус                 | 2004 | Найкраща жіноча роль другого плану        | Холодна гора                  | Перемога  |
| Золотий глобус                 | 2005 | Найкраща жіноча роль — комедія або мюзикл | Бріджит Джонс: Межі розумного | Номінація |
| Золотий глобус                 | 2007 | Найкраща жіноча роль — комедія або мюзикл | Міс Поттер                    | Номінація |
| Золотий глобус                 | 2020 | Найкраща жіноча роль — драма              | Джуді                         | Перемога  |
| Премія Гільдії кіноакторів США | 1997 | Найкраща жіноча роль другого плану        | Джеррі Маґуайер               | Номінація |